# Menos um
Na matemática, −1 (um negativo ou menos um) é o inverso aditivo de 1, ou seja, o número que adicionado a 1 dá o elemento de identidade aditivo, 0. É o número inteiro negativo maior que dois negativos (−2) e menor que 0.

## Propriedades algébricas

### Multiplicação
Multiplicar um número por −1 equivale a mudar o sinal do número – ou seja, para qualquer x temos (−1) ⋅ x = −x. Isso pode ser provado usando a lei distributiva e o axioma de que 1 é a identidade multiplicativa:
x + (−1) ⋅ x = 1 ⋅ x + (−1) ⋅ x = (1 + (−1)) ⋅ x = 0 ⋅ x = 0.
Aqui usamos o fato de que qualquer número x vezes 0 é igual a 0, o que segue pelo cancelamento en a partir da equação

0, 1, −1, i, e −i no plano complexo ou cartesianoen

0 ⋅ x = (0 + 0) ⋅ x = 0 ⋅ x + 0 ⋅ x.
Em outras palavras,
x + (−1) ⋅ x = 0,
então (−1) ⋅ x é o inverso aditivo de x, ou seja, (−1) ⋅ x = −x, como seria mostrado.

### Quadrado de −1
O quadrado de −1, ou seja, −1 multiplicado por −1, é igual a 1. Como consequência, um produto de dois números negativos é positivo.
Para uma prova algébrica desse resultado, comece com a equação
0 = −1 ⋅ 0 = −1 ⋅ [1 + (−1)].
A primeira igualdade decorre do resultado acima, e a segunda decorre da definição de −1 como inverso aditivo de 1: é precisamente esse número que quando adicionado a 1 dá 0. Agora, usando a lei distributiva, pode-se ver que
0 = −1 ⋅ [1 + (−1)] = −1 ⋅ 1 + (−1) ⋅ (−1) = −1 + (−1) ⋅ (−1).
A terceira igualdade decorre do fato de que 1 é uma identidade multiplicativa. Mas agora adicionar 1 a ambos os lados desta última equação implica
(−1) ⋅ (−1) = 1.
Os argumentos acima mantêm em qualquer anel, um conceito de álgebra abstrata generalizando números inteiros e reais.

## Raízes quadradas de −1
Embora não haja raízes quadradas reais de −1, o número complexo i satisfaz i2 = −1 e, como tal, pode ser considerado como uma raiz quadrada de −1. O único outro número complexo cujo quadrado é −1 é −i porque existem exatamente duas raízes quadradas de qualquer número complexo diferente de zero, o que segue do teorema fundamental da álgebra. Na álgebra dos quatérnios – onde não se aplica o teorema fundamental – que contém os números complexos, a equação x2 = −1 tem infinitas soluções [en].

## Exponenciação a números inteiros negativos
A exponenciação de um número real diferente de zero pode ser estendida para números inteiros negativos. Definimos que x−1 = ⁠1/x⁠, o que significa que definimos elevar um número à potência −1 para ter o mesmo efeito que elevar seu recíproco. Esta definição é então estendida para números inteiros negativos, preservando a lei exponencial xaxb = x(a + b) para números reais a e b.
A exponenciação para números inteiros negativos pode ser estendida para elementos invertíveis de um anel, definindo x−1 como o inverso multiplicativo de x.
Um −1 que aparece como um sobrescrito de uma função não significa tomar o recíproco (pontual) dessa função, mas sim a função inversa da função. Por exemplo, sen−1(x) é uma notação para a função arcseno e, em geral, f −1(x) denota a função inversa de f(x). Quando um subconjunto do contradomínio é especificado dentro da função, ele denota a pré-imagem [en] desse subconjunto na função.

## Usos
- No desenvolvimento de software, –1 é um valor inicial comum para números inteiros e também é usado para mostrar que uma variável não contém informações úteis [en].
- −1 guarda relação com a identidade de Euler desde que eiπ = −1.